# Zieckau
Zieckau (niedersorbisch Cychow) ist ein Ortsteil der Stadt Luckau im Landkreis Dahme-Spreewald in Brandenburg.

## Geographische Lage
Der Ortsteil liegt rund 6,5 Kilometer nordwestlich des Stadtzentrums. An Zieckau grenzt im Norden Jetsch an, gefolgt von den folgenden Ortsteilen (im Uhrzeigersinn): Rüdingsdorf, Pelkwitz, Paserin und Kümmritz. Der größte Teil der Gemarkung besteht aus Wald- und Wiesenflächen, die zum Schuge- und Mühlenfließquellgebiet gehören. Nördlich schließt sich der Gemeindeteil Caule an. Durch den Ortsteil fließt die Schuge.

## Geschichte und Etymologie

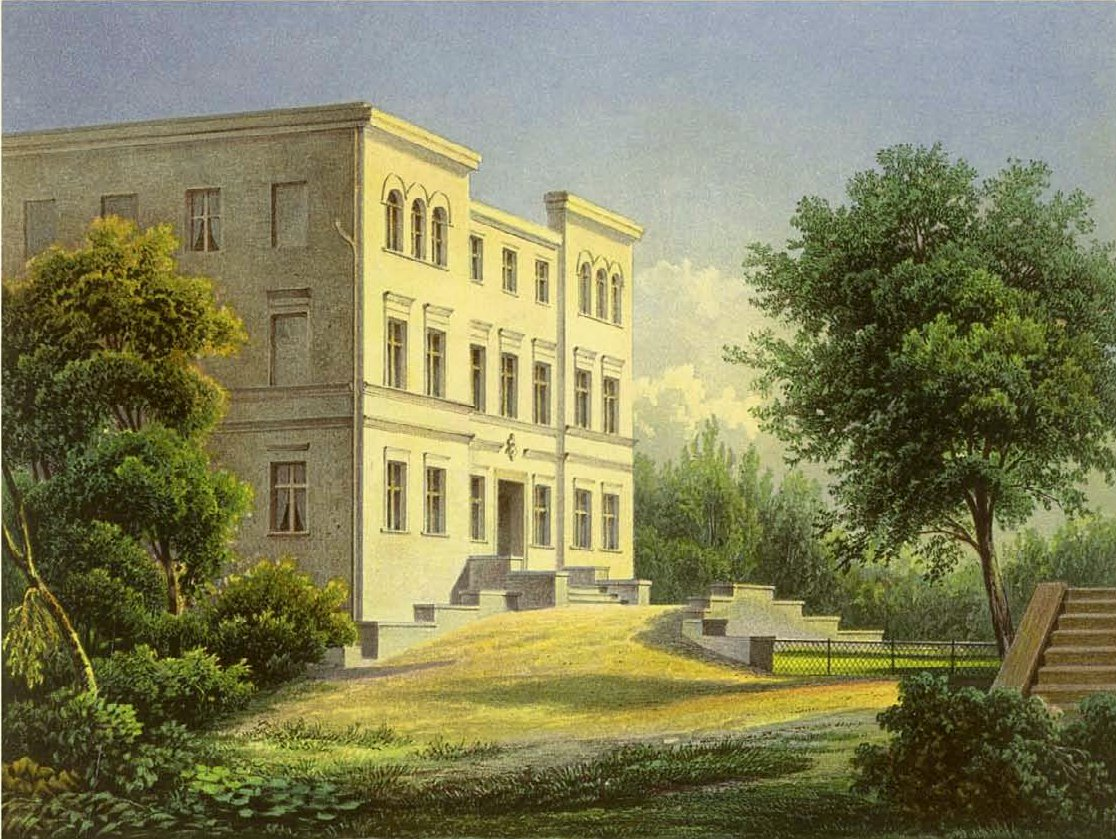
Rittergut Zieckau, Sammlung Alexander Duncker, um 1857/58

Der Name Zieckau (frühere Schreibweisen Zycan, Ziko oder Cynkow) stammt aus dem Sorbischen und ist aus dem Personennamen Cik abgeleitet. Die erste urkundliche Erwähnung stammt aus dem Jahr 1420. Sie berichtet von einer Belehnung des Eberhard, später der Gebrüder Senftenberg zu Luckau durch den Landvogt Hans von Polenz mit zwei Hufen im Dorfe zu Cyknow. Im 16. Jahrhundert waren die Ländereien im Besitz derer von Schlieben. Sie gingen 1615 an Upitz von Bomsdorf und 1642 an Siegmund (Seyfried) Genfried von der Dahm und 1720 an die von Knoch über. 1745 war Hans Christian von Thermo im Besitz Zieckaus, die 1840 das Gutshaus errichten ließen. Zum Zeitpunkt der vorletzten Jahrhundertwende gehörte Zieckau mit Vorwerk Caule zum Eigentum der von Thermo auf Bornsdorf. Der Besitzkomplex war ab 1840 Bornsdorf I. und II, Caule, Grünswalde und Zieckau. Zeitgleich war ein Johann Ehrenfried von Thermo als Gutsbesitzer auf Zieckau dokumentiert. Deren letzte Vertreter waren Fedor (1831–1904) und sein Sohn Werner von Thermo (1866–1922), beiden waren auch Mitglieder im Johanniterorden. 1906 erwarb die Landesbank Luckau den Besitz. Es ging nur drei Jahre später, 1909, in den Besitz derer von Lochow über. Der weltbekannte Roggenzüchter Ferdinand von Lochow-Petkus konnte das Gut mit Caule infolge steigender Einnahmen aus den Saatgut-Vermehrungsverträgen erwerben und zugleich seinen ältesten Sohn, den Agrarwissenschaftler Ferdinand (IV.) von Lochow, damit ausstatten. 1914 veröffentlicht das Hauptstandardwerk der Landwirtschaftlichen Adressbücher für Zieckau mit Caule eine Gesamtgröße von 938 ha, also einer für die Region Niederlausitz doch relativen großen Gutseinheit. Wirtschaftlicher Schwerpunkt waren damals die Schweinezucht und die Schafswirtschaft. Vor der Weltwirtschaftskrise hatte das Rittergut Zieckau mit Caule 934 ha, davon 410 ha Wald. Verwalter wurde Oberinspekteur Helmrich. In den Ställen standen 120 Schweine, 430 Schafe, 95 Bullen und 50 Pferde. Vor Ort stand noch zusätzlich eine Saatgutreinigungsanlage zur Verfügung. Weiter größere Höfe für Zieckau über 20 ha nennt das Landwirtschaftliche Adressbuch für diese Zeit nicht. Die Familie von Lochow wurde nach dem Ende des Zweiten Weltkriegs enteignet. Nachdem dort zunächst Umsiedler einquartiert wurden, teilte der Kreis die Flächen an Kötter auf.
Mit Wirkung vom 1. September 1998 wurde Zieckau in das Amt Luckau eingegliedert.

## Kultur und Sehenswürdigkeiten

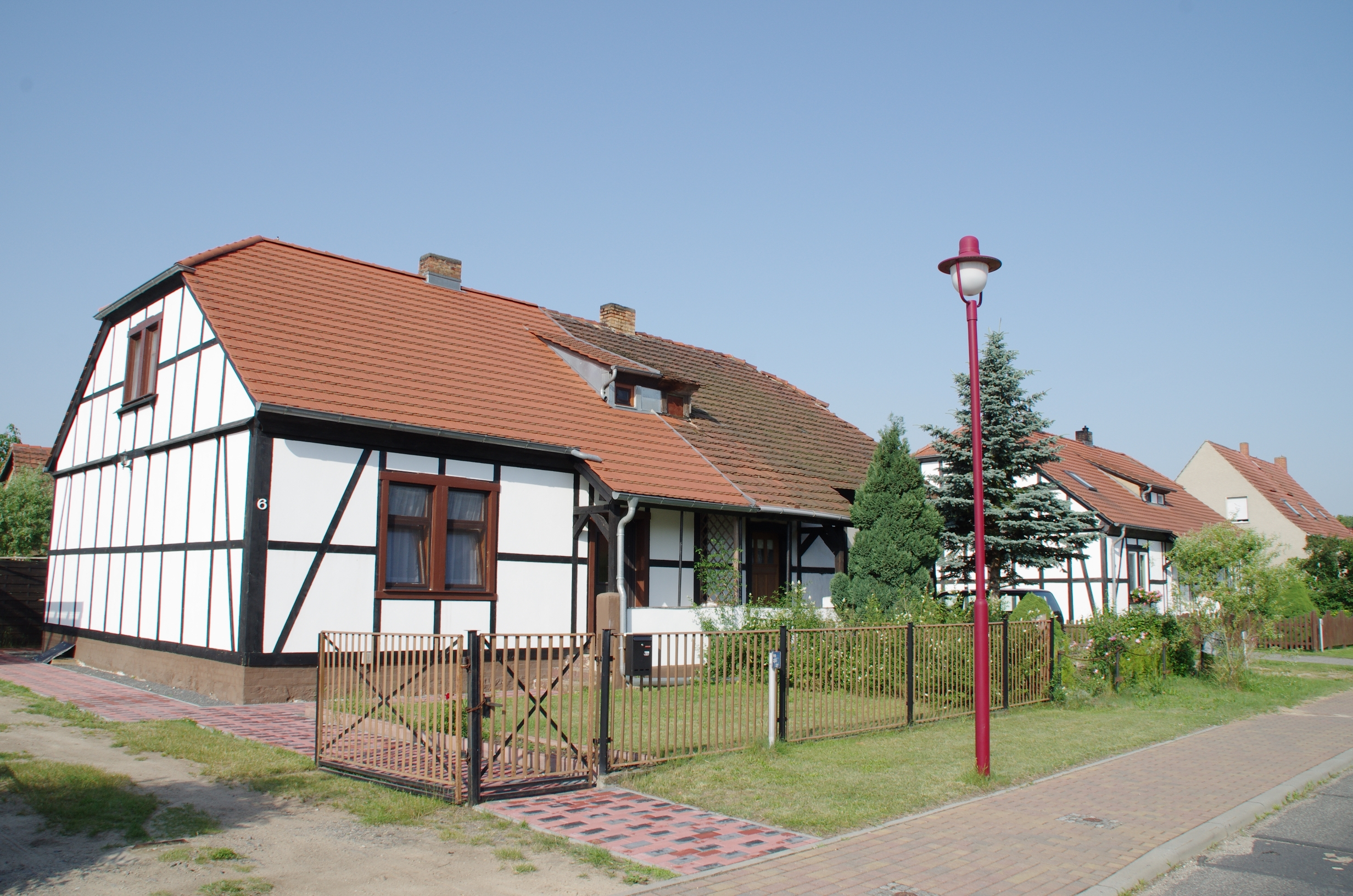
Denkmalgeschützte Gutsarbeiterhäuser

- Die Dorfkirche Zieckau wurde vermutlich im 14. Jahrhundert aus Feldsteinen errichtet. Im Innern der Saalkirche befindet sich ein Kanzelaltar aus dem Jahr 1727, der ursprünglich in der Hospitalkapelle in Luckau stand.
- Die Gutsanlage bestehend aus Herrenhaus, Verwalterhaus, Altem Großviehstall und Neuem Großviehstall mit Turmanbau sowie Gutspark stehen unter Denkmalschutz, ebenso die dazu gehörigen Gutsarbeiterhäuser.
- Forst- und Gutshaus in Caule

## Wirtschaft und Infrastruktur

### Wirtschaft
In dem ansonsten überwiegend von Landwirtschaft geprägten Ort sind einige Kleingewerbetreibende und Handwerker ansässig.

### Bildung und Sport
Im Ortsteil befindet sich in der ehemaligen Schule ein Gemeindezentrum, das in den Jahren 2003 bis 2005 ausgebaut wurde. Dort ist ein Jugendclub sowie die Freiwillige Feuerwehr ansässig. Daneben existiert ein Spielplatz sowie mit dem Hahngarten am Schäferteich ein Festplatz für die Gemeinde.

### Verkehr
Die Kreisstraße 6138 verläuft in Nord-Ost-Richtung durch den Ortsteil und verbindet ihn so mit Kümmritz und Giesmannsdorf. Ein unbefestigter Feldweg führt in südlicher Richtung nach Uckro und in nördlicher Richtung über Caule nach Jetsch. Die Regionale Verkehrsgesellschaft Dahme-Spreewald bindet den Ortsteil mit der Linie 469 nach Luckau an.

## Regelmäßige Veranstaltungen
- Zampern, eine sorbische Tradition zu Ostern
- Osterfeuer
- Eierkuchen- und Eisbeinessen
- Dorffest im Juli
- Konzerte in der Dorfkirche

## Persönlichkeiten
- Gustav von Thermo (1762–1835), Landrat des Kreises Calau
- Karl Wildau (* 1928), Diplomat